# Samozatrudnienie
Samozatrudnienie – sytuacja, w której osoba fizyczna podejmuje działalność gospodarczą na własny rachunek, własną odpowiedzialność i na własne ryzyko.

## Samozatrudnienie w Polsce

### Wprowadzenie
W Polsce termin samozatrudnienie odnosi się typowo do osób działających jako przedsiębiorca będący osobą fizyczną, jednak status prawny samozatrudnionych może różnić się w zależności od kraju.
Zjawisko przechodzenia z pracy etatowej (na podstawie umowy o pracę) na samozatrudnienie wiązane jest przez wielu komentatorów z sytuacją, w której pracodawca zmusza pracownika do podjęcia działalności gospodarczej, obniżając w ten sposób swoje koszty oraz unikając ograniczeń i obowiązków nakładanych na pracodawców przez kodeks pracy. Nie jest to jednak regułą: choć w wielu przypadkach stroną inicjującą jest rzeczywiście pracodawca, również samozatrudnieni czerpać mogą ze swojego statusu różnego rodzaju korzyści: od większej satysfakcji zawodowej i możliwości wykonywania zadań dla wielu zleceniodawców, poprzez elastyczność czasu i miejsca pracy aż do zmniejszenia obciążeń podatkowych.
Według informacji Głównego Urzędu Statystycznego, pod koniec 2006 r. było w Polsce blisko 3 mln samozatrudnionych (co stanowiło blisko 19% ogółu zatrudnionych). Stosunek do ogółu zatrudnionych utrzymuje się na relatywnie stałym poziomie. Mimo braku dokładnych danych statystycznych na ten temat, wielu komentatorów uważa, iż większość z nich (ok. 2 mln) uruchomiło własną działalność gospodarczą w rezultacie mniejszych lub większych nacisków ze strony pracodawcy. Tej opinii przeczą jednak wyniki badania „Pracujący Polacy 2007” przeprowadzonego przez PKP Lewiatan. Objęło ono m.in. grupę pracowników samozatrudnionych, z których większość (59,7%) wybrała ten sposób pracy z własnej woli, a jedynie 8% została do tego nakłoniona przez pracodawcę. 75% z ankietowanych przedsiębiorców deklaruje zadowolenie z samozatrudnienia, zaś 19,7% mówi, że czasami jest zadowolona, a czasami nie. Nikt nie deklaruje niezadowolenia. Niestety brak badań przeprowadzonych przez podmiot niezależny, z którymi można by ten, korzystny właśnie dla Konfederacji Pracodawców Prywatnych Lewiatan (i pracodawców w ogóle), a sprzeczny z opiniami wspomnianych wyżej komentatorów wynik porównać.

### Sytuacja legislacyjna
Od 1 stycznia 2007 r. definicja działalności gospodarczej nie obejmuje osób, które spełniają jednocześnie wszystkie poniższe przesłanki, tzn.:
- pracują pod kierownictwem, w miejscu i czasie określonym przez zlecającego;
- nie ponoszą ryzyka gospodarczego związanego z wykonywaną działalnością (zadaniem);
- wykonują działania na zlecenie podmiotu, który ponosi odpowiedzialność wobec osób trzecich za rezultat tych działań oraz ich wykonywanie (z wyłączeniem odpowiedzialności za popełnienie czynów niedozwolonych).

Wprowadzenie tej zmiany, zgodnie z deklaracjami Ministerstwa Finansów, miało służyć pracownikom, którzy byli zmuszani przez pracodawcę do zarejestrowania działalności i rezygnacji z pracy na etacie.

### Wady i zalety
Zazwyczaj przejście z etatu na samozatrudnienie opłaca się finansowo obu stronom: pracodawca ponosi niższe koszty (przy obecnych obciążeniach podatkowych i parapodatkowych do każdej przekazanej pracownikowi złotówki muszą oni dopłacić dodatkowo ok. 70 groszy), mogąc przy tym zaoferować pracownikowi wyższą kwotę, niż w przypadku zatrudnienia na podstawie umowy o pracę. Z kolei samozatrudnieni, jako przedsiębiorcy, mają prawo do rozliczania się według podatku ryczałtowego bądź też według liniowej, 19% stawki podatku dochodowego. Osoby fizyczne (a więc – pracownicy etatowi) muszą zaś płacić podatek progresywny wg progów 18% i 32% (od 2009 roku). Samozatrudnieni bez względu na dochody ponoszą także stałe opłaty na ZUS. W 2015 opłaty te były na drugim miejscu co do wysokości w Unii Europejskiej, a w większość krajów nie ma opłat takiego rodzaju. Podstawa tych opłat to 60% przeciętnego wynagrodzenia, co w porównaniu do zatrudnienia na etacie w przypadku osób mniej zarabiających jest bardziej kosztowne, a w przypadku osób więcej zarabiających opłaty te są niższe.
Minusem dla pracobiorcy jest natomiast na pewno mniejsza stabilność zatrudnienia oraz konieczność prowadzenia księgowości. Przy pracy na samozatrudnieniu należy pamiętać również, że w sensie prawnym osoba wykonująca usługę nie jest pracownikiem. Nie obowiązuje ją prawo pracy oraz zleceniodawca nie jest za nią odpowiedzialny. Nie musi wysyłać pracownika na szkolenia BHP oraz nie przysługują np. dotacje na okulary korekcyjne. Samozatrudnionym nie przysługuje również prawo do urlopu wypoczynkowego, opłacają również niższe składki ZUS, co ma wpływ na wysokość ich przyszłej emerytury. Te niedogodności mogą być jednak zrekompensowane w umowie w sposób ustalony ze zleceniodawcą.
Samozatrudnienie to druga najpopularniejsza po umowie zlecenie forma zatrudnienia w Polsce, jak wynika z danych GUS. Popularność tę można przypisać temu, że pracodawcy ponoszą dzięki niej mniejsze koszta, a pracownicy otrzymują w efekcie więcej pieniędzy do własnej kieszeni.